# Parlamentní volby v Československu 1990

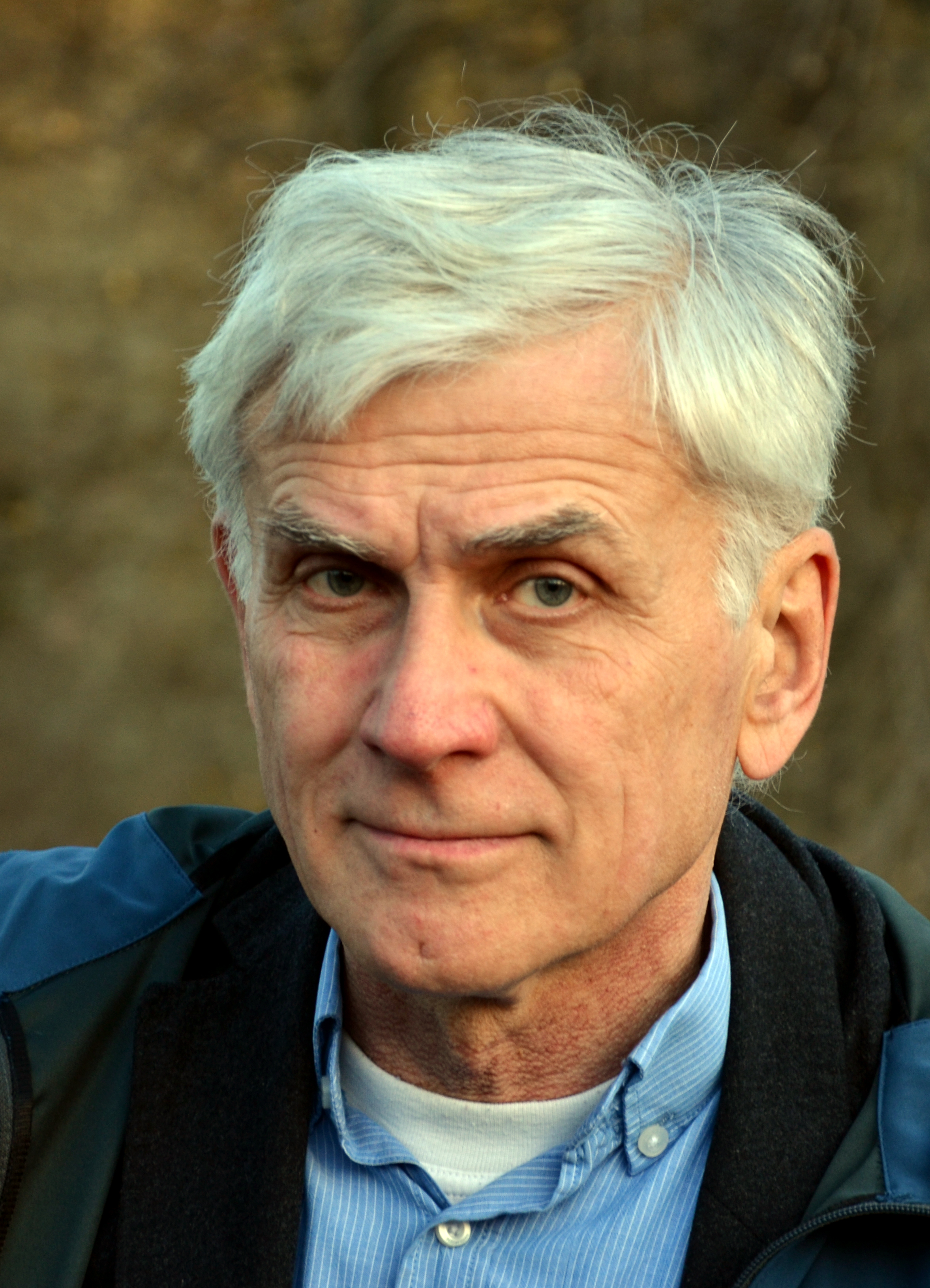
Jan Urban, mluvčí a lídr pro Občanské fórum ve volbách 1990

Parlamentní volby v Československu 1990 proběhly  8.–9. června 1990 a byly to první svobodné volby po pádu komunismu. Přesvědčivě v nich zvítězila sesterská hnutí Občanské fórum a Verejnosť proti násiliu, tedy protikomunistické demokratické síly. Volilo se do několika zákonodárných orgánů naráz; zároveň tak proběhly:
- Volby do Sněmovny lidu Federálního shromáždění 1990
- Volby do Sněmovny národů Federálního shromáždění 1990
- Volby do České národní rady 1990 (jen v Česku)
- Volby do Slovenské národní rady 1990 (jen na Slovensku)